# Tionesta
Tionesta è un comune (borough) degli Stati Uniti d'America, situato nello stato della Pennsylvania, nella contea di Forest, della quale è il capoluogo.